# Vittorio Zoboli
Vittorio Zoboli (Bolonha, 24 de junho de 1968) é um ex-automobilista italiano.

## Carreira
Depois de competir no kart entre 1980 e 1984, Zoboli estreou profissionalmente no automobilismo em 1987, na Fórmula 4 Italiana, onde foi campeão. Em 1988, foi para a Fórmula 3, onde correu por 2 temporadas.
Em 1990, correu na Fórmula 3000 Britânica, obtendo o quinto lugar na classificação geral. No mesmo ano, tentou disputar os GPs de Le Mans e Nogaro, desta vez na versão internacional, porém não conseguiu a vaga em ambos. Disputou a F-3000 até 1993, conquistando apenas 3 pontos em 1992, após o quarto lugar obtido no GP de Pau. Neste ano, participou do Trofeo Indoor (evento que reunia pilotos e carros de Fórmula 1, realizado em Bolonha, cidade-natal de Zoboli) com um carro da Jordan, pela qual chegou a ser piloto de testes em 1994, e disputaria a edição de 1995 pela Forti-Corse. Nesta, foi eliminado ainda na fase eliminatória com os compatriotas Andrea Montermini e Giovanni Lavaggi, em sua última experiencia com monopostos.
Zoboli participou, entre 1997 e 2002, do Lamborghini GTR Supertrophy, mas os resultados dele na categoria são desconhecidos. Ainda correu no FIA GT por 4 temporadas, encerrando a carreira de piloto em 2006, no FIA GT3.